# Biblioteca Pública del Condado de Harris

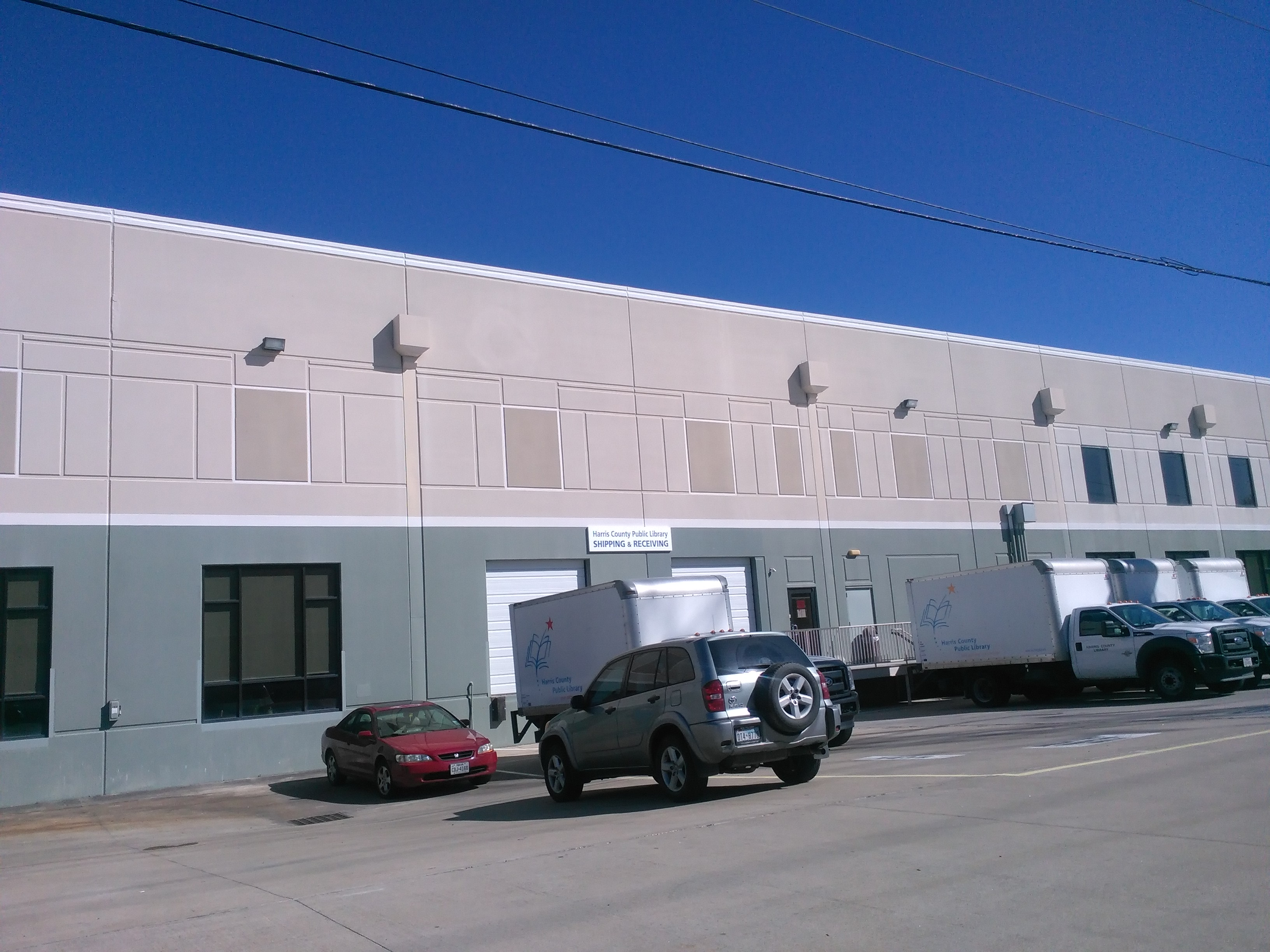
El muelle de carga de la antigua sede de la Biblioteca Pública del Condado de Harris

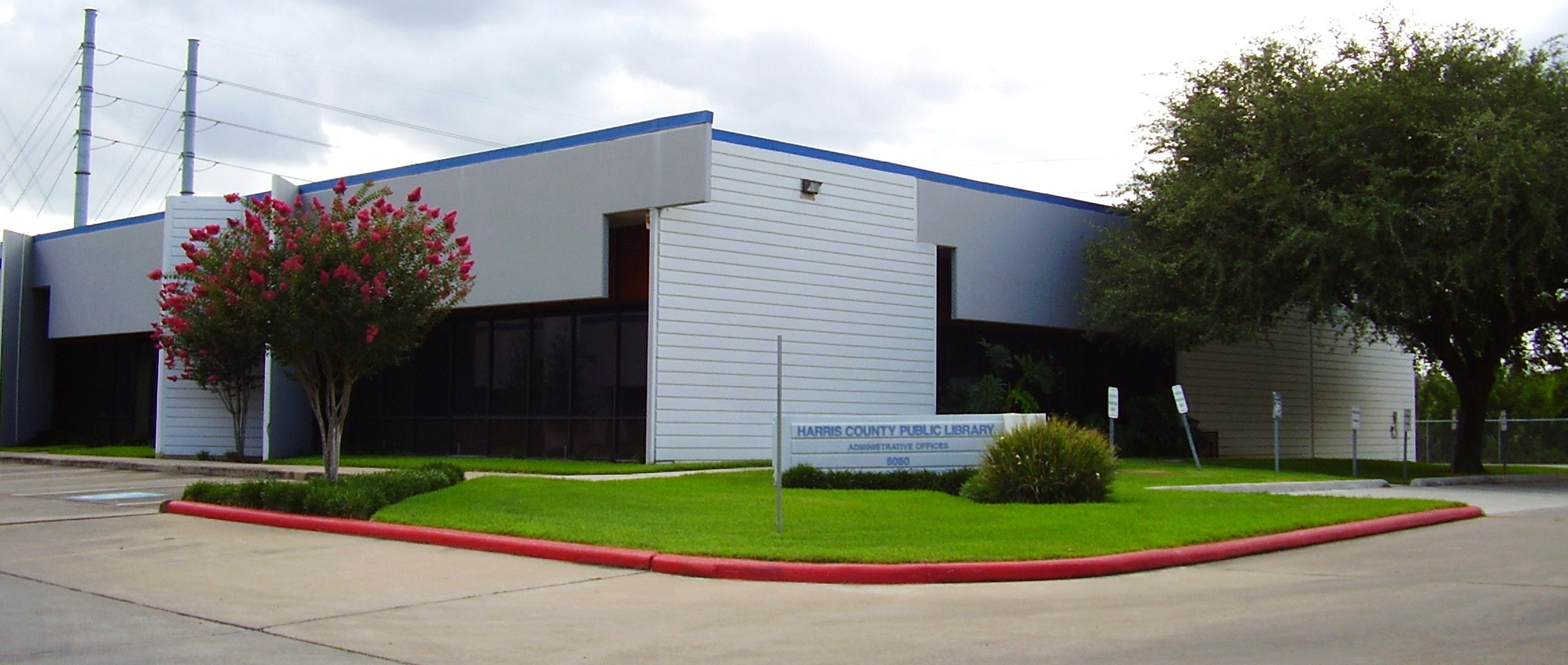
La antigua sede de la Biblioteca Pública del Condado de Harris.

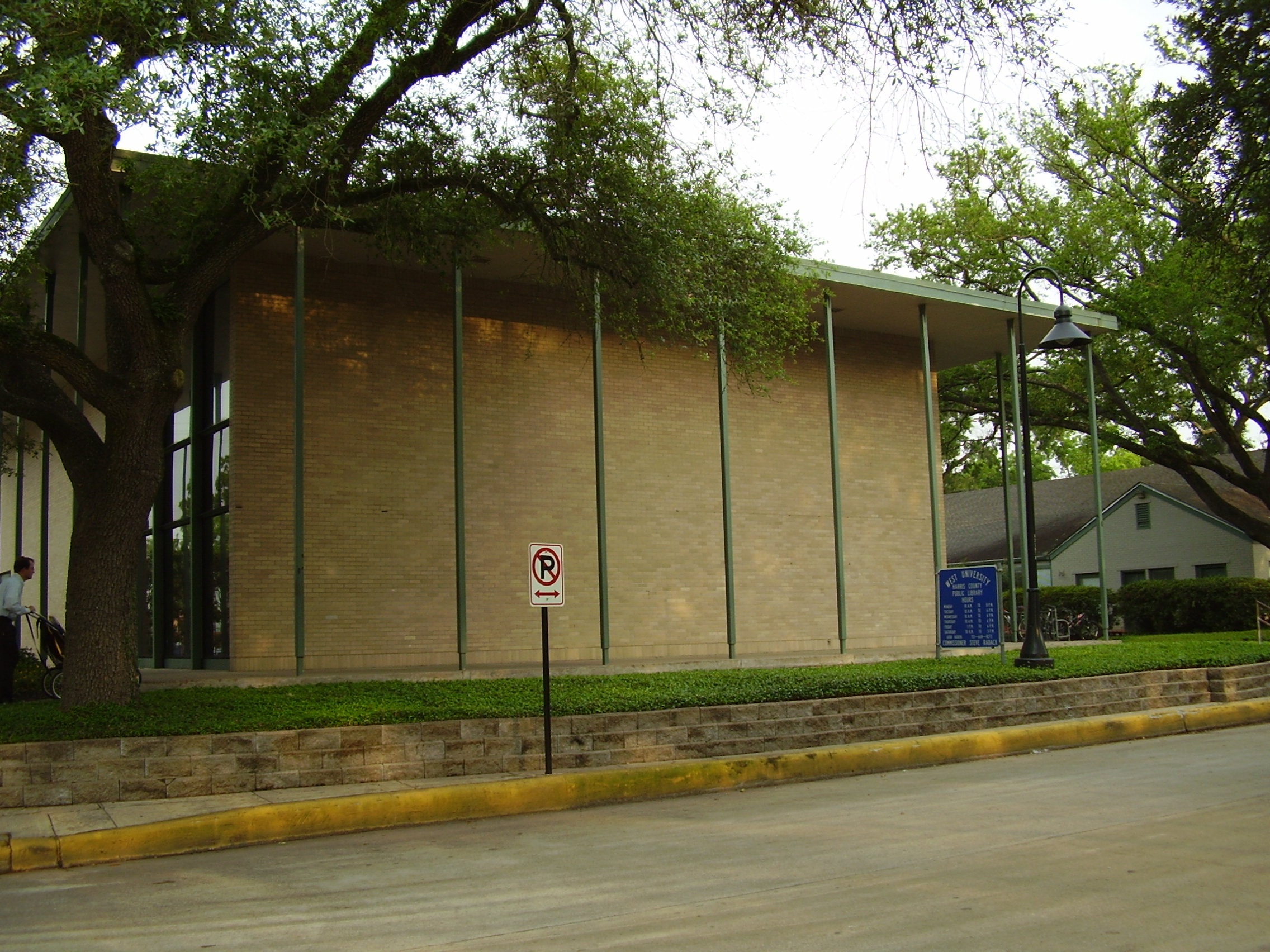
Biblioteca Sucursal West University en West University Place.

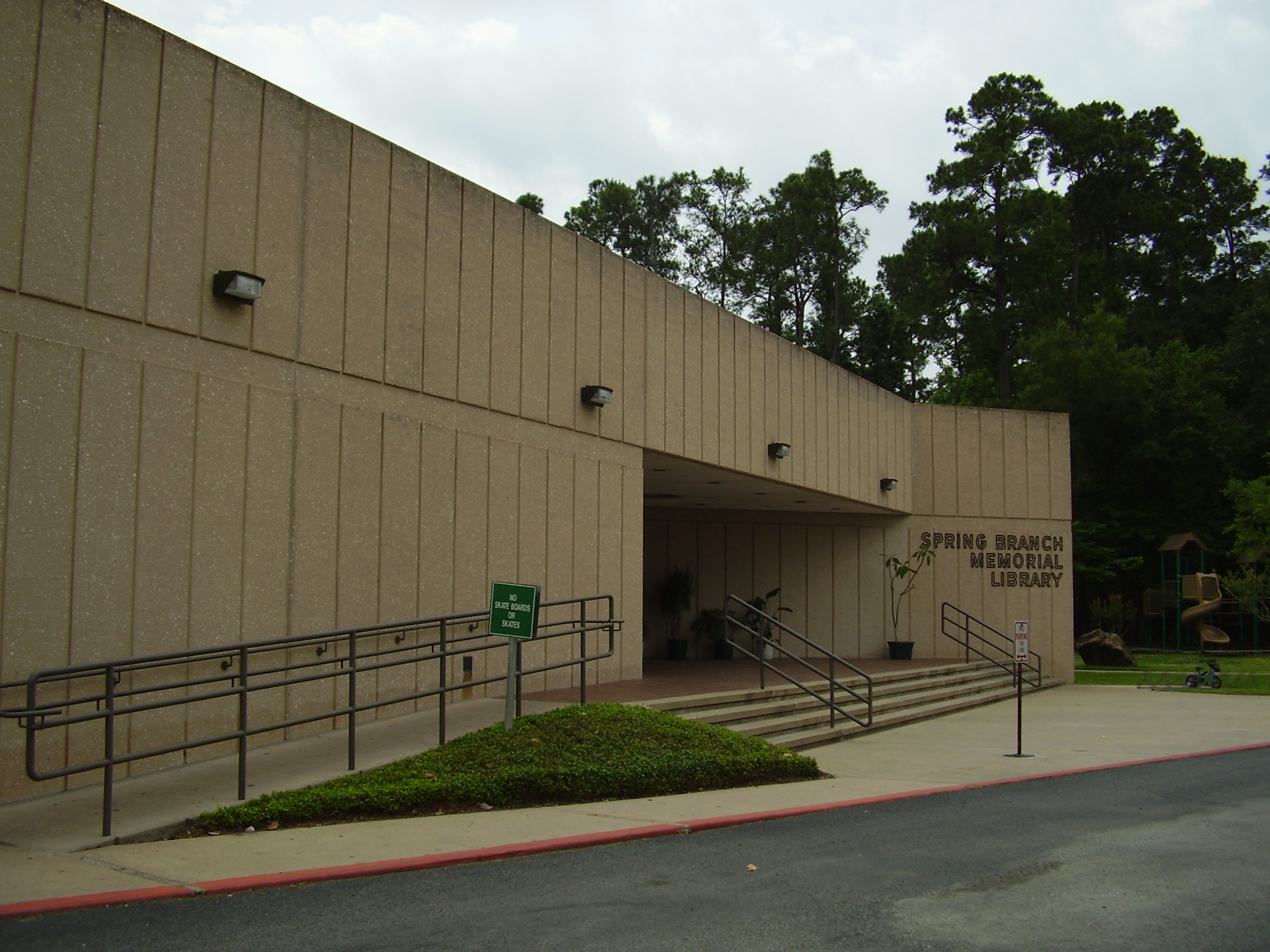
Biblioteca Sucursal Spring Branch Memorial en Hedwig Village.

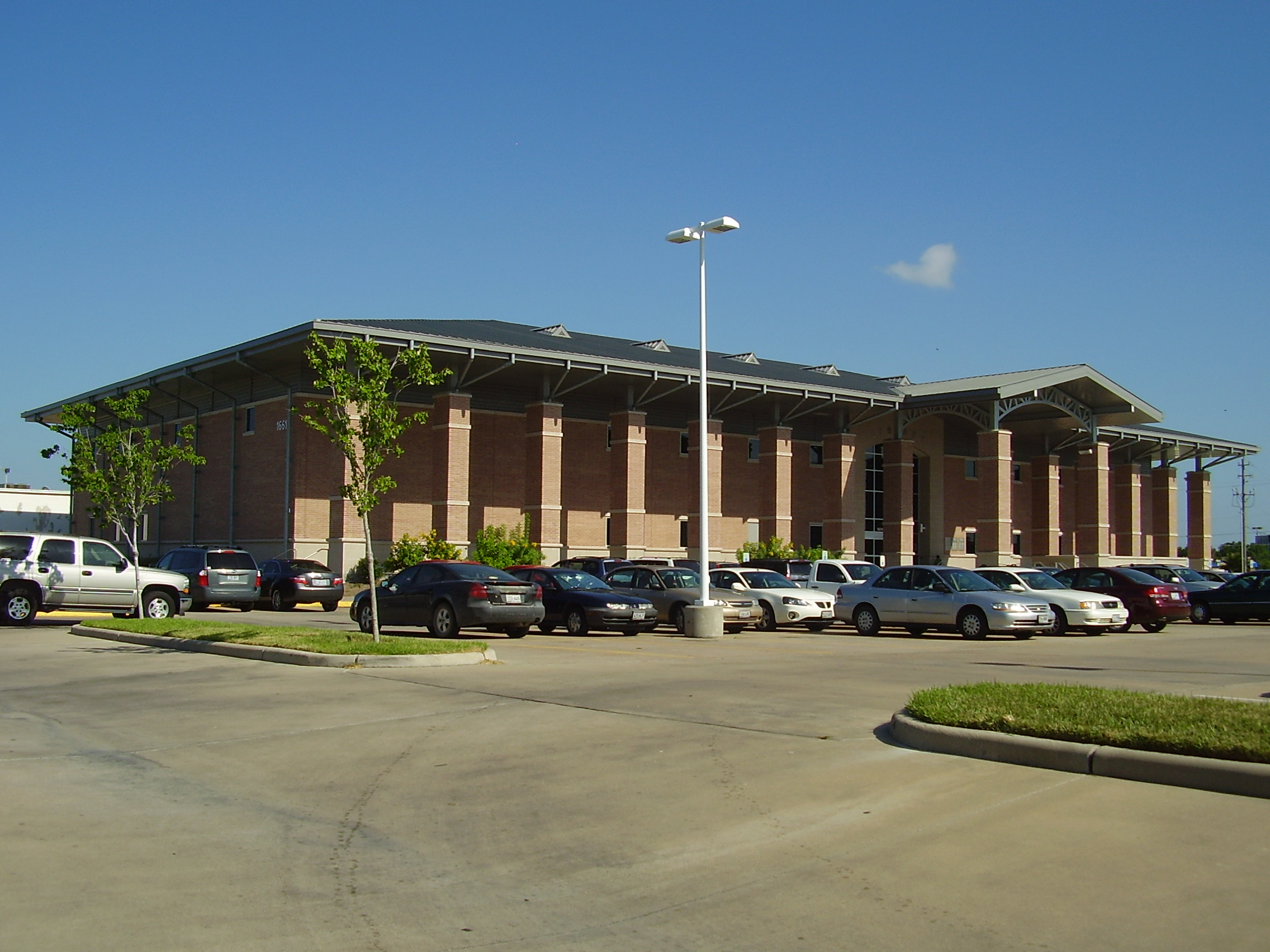
Biblioteca Sucursal Clear Lake Freeman de la ciudad y condado en Houston.

La Biblioteca Pública del Condado de Harris (idioma inglés: Harris County Public Library, HCPL) es el sistema de las bibliotecas en el Condado de Harris (Texas, Estados Unidos).

## Administración
HCPL tiene su sede en 5749 South Loop East.
Tenía su sede en 8080 El Rio Street en Houston. Tenía su sede en 9220 Kirby Drive, en el Corporate Centre Kirby en Houston.

## Bibliotecas
- Biblioteca Sucursal Aldine (Houston)
- Biblioteca Sucursal Atascocita (Atascocita, Área no incorporada)
- Biblioteca Sucursal Baldwin Boettcher @ Mercer Park (Área no incorporada)
- Biblioteca Sucursal Barbara Bush @ Cypress Creek (Área no incorporada)
- Biblioteca Sucursal Clear Lake Freeman de la ciudad y condado (Houston)
- Biblioteca Sucursal Crosby (Crosby, Área no incorporada)
- Cy-Fair College Branch Library (Área no incorporada)
- Biblioteca Sucursal Evelyn Meador (Seabrook)
- Biblioteca Sucursal Fairbanks (Área no incorporada)
- Biblioteca Sucursal Galena Park (Galena Park)
- Biblioteca Sucursal High Meadows (Área no incorporada)
- Biblioteca Sucursal Jacinto City (Jacinto City)
- Biblioteca Sucursal Katherine Tyra @ Bear Creek (Área no incorporada)
- Biblioteca Sucursal Katy (Katy)
- Biblioteca Sucursal Kingwood (Houston)
- Biblioteca Sucursal La Porte (La Porte)
- Law Library (Downtown Houston)
- Biblioteca Sucursal Maud Smith Marks (Área no incorporada)
- Biblioteca Sucursal North Channel (Área no incorporada)
- Biblioteca Sucursal Northwest (Área no incorporada)
- Biblioteca Sucursal Octavia Fields (Humble)
- Biblioteca Sucursal Parker Williams (Área no incorporada)
- Biblioteca Sucursal South Houston (South Houston)
- Biblioteca Sucursal Spring Branch Memorial (Hedwig Village)
- Biblioteca Sucursal Stratford (Highlands, Área no incorporada)
- Tomball College and Community Library (Tomball)
- Biblioteca TMC (Texas Medical Center)
- Biblioteca Sucursal West University (West University Place)